# إفني
إقليم إفني (بالإسبانية Territorio de Ifni) كان إقليما إسبانيا إلى حدود 29 يونيو 1969 على المحيط الأطلسي على الساحل المغربي، جنوب أغادير مقابل جزر الخالدات. الإقليم كان مستعمرة إسبانية في المغرب بمساحة 1502 كيلومتر مربع، وعاصمته الإدارية كانت مدينة سيدي إفني. طول ساحل الإقليم المطل على المحيط الأطلسي كان يبلغ 20 كيلومترا، وكان يبعد عن جزر الخالدات الإسبانية بحوالي 300 كيلومتر. كانت تسكنه قبائل أيت بعمران الصحراوية بالإضافة إلى معمرين وجنود إسبان.
استرجع المغرب هذا الإقليم من إسبانيا في 30 مارس 1969.

## جغرافيا المنطقة
هي عبارة عن شريط من الأرض يبلغ طوله حوالي ثمانين كيلومتراً على طول الساحل وخمسة وعشرين كيلومتراً في الداخل، وتقع على ساحل المحيط الأطلسي بين سفوح جبال الأطلس الصغير والمحيط. تقع على بعد حوالي 300 كيلومتر (170 ميلاً بحريًا) من جزيرة لانزاروت. المناخ جاف ومعتدل على الشريط الساحلي، مع عدم انتظام هطول الأمطار ودرجات الحرارة المرتفعة والمنتظمة. يتكون السكان بشكل رئيسي من قبيلة البربر من الباعمراني ذات الدين الإسلامي.
هناك محاصيل الكفاف من الشعير والأركان (عشب الجمال النموذجي) والقمح. أدخل الاستعمار الإسباني زراعة حبوب الخروع، والتي تُستخرج من بذورها زيوت التشحيم والهنكين الذي يوفر ألياف النسيج. أما تربية المواشي فواسعة النطاق من الماعز والأغنام والأبقار (بالإضافة إلى الإبل) وعمليات صيد الأسماك على الساحل. المدينة الوحيدة المهمة هي سيدي إفني. والمدن الأخرى هي مدن صغيرة يبلغ عدد سكانها بضع مئات من السكان. اللغات الرسمية هي العربية والأمازيغية ولكن يتم دراسة الفرنسية والإسبانية في مركز الشباب الثقافي وعدة مدارس لغات في المدينة.

## التاريخ الإسباني في الإقليم
يعود التواجد الإسباني في الإقليم إلى القرن الخامس عشر، حيث كان البحارة والصيادون الإسبان قد أقاموا بناية صغيرة على الساحل الإفريقي في المنطقة، وأطلقوا على المكان اسم  سانتا كروز ديلمار  (بالإسبانية Santa Cruz de la Mar). في سنة 1496 تم تطوير البنايات وتوسيعها بهدف إستغلالها من طرف السفن الإسبانية التي كانت تحمل العبيد من السواحل الإفريقية في طريقها لمستعمراتها في القارة الأمريكية. تم طرد الإسبان من الموقع سنة 1524 في عهد مملكة فاس.
خسر المغرب الإقليم في 26 أبريل 1860 حيث سلّم الإقليم لإسبانيا بعد الحرب الإفريقية (بالإسبانية: La Guerra de África)، حيث كان من نتائج الحرب توقيع معاهدة واد راس، والتي من ضمن بنودها تخلي المغرب عن الإقليم لصالح إسبانيا. تم ترسيم الحدود رسميا للإقليم سنة 1912 بين فرنسا وإسبانيا لكن الترسيم الحدودي الجديد للإقليم بين فرنسا وإسبانيا لم يراعي ترسيم الحدود بين المغرب وإسبانيا والذي تم سنة 1860 وفق معاهدة واد راس حيث أن مساحة الإقليم الجديدة كانت أقل بكثير مما كان عليه في المعاهدة مع المغرب.
خلال الحرب الأهلية الإسبانية أصبحت كل المستعمرات الإسبانية في المغرب بيد الجبهة القومية الإسبانية بقيادة القائد العسكري فرانسيسكو فرانكو.
وقد أصبح المطار محطة توقف حاسمة للرحلات الجوية بين البر الرئيسي وجزر الكناري، وفي عام 1938 تم إنشاء طريق تجاري بواسطة شركة الطيران الإيبيرية يربط إشبيلية والعرائش وسيدي إفني وكيب جوبي وغاندو في جزر الكناري.

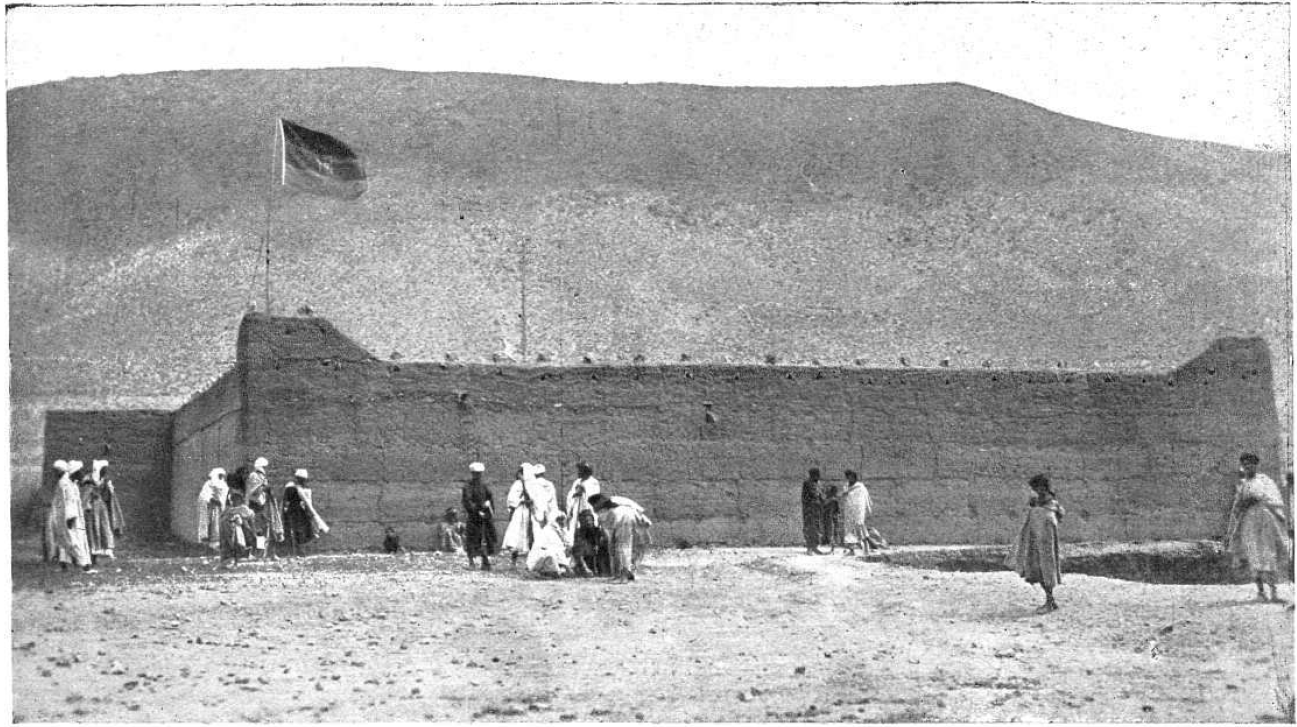
العلم الإسباني يرفرف فوق المقر المؤقت لحكومة إقليم إفني في 7 أبريل 1934 والذي يمثل الاحتلال الفعلي لإفني من قبل الإسبان.

يعود أصل إفني إلى عام 1934 بعد أن استولى العقيد أوزفالدو كاباز على المنطقة نيابة عن حكومة الجمهورية الإسبانية الثانية. في ذلك الوقت لم يكن هناك سوى بناء صغير وهو دوار يسمى أمزدوغ، ينتمي إلى قبيلة المستي القبايلية من قبيلة آيت باعمراني البربرية والتي لا توجد لها بقايا حاليا.
تم احتلال إيفني بعد اتصالات مرضية بين العقيد كاباز وممثلي سكان الإقليم مع إجراء محادثات في كيب جوبي في 27 مارس 1934. ثم، في 4 أبريل وبعد الحصول على تصريح من الحكومة الإسبانية، شرع العقيد المذكور في احتلال إيفني. على متن زورق كاناليخاس الحربي باتجاه إفني. في ذلك التاريخ أسقطت وحدة ذات ثلاثة محركات خطابًا من كاباز في سوق أربعاء دي ميستي تعلن فيه الاتفاقيات المعتمدة والإنزال الإسباني التالي. وقد روى هذا الحدث فرانسيسكو هيرنانديز باتشيكو، الذي كان جزءًا من البعثة العلمية التي سافرت فوق إقليم إيفني بعد فترة وجيزة:
«هبط كاباز على شاطئ سيدي إفني في 6 أبريل برفقة الملازم لورنزي ورجل الإشارة من كاناليخاس فرناندو غوميز فلوريس. ولمقابلة القارب الإسباني، غادر زورق تجديف يحمل سكانًا محليين الشاطئ، وانتقل إليه كاباز وطاقمه، وهبطوا جميعًا بسلام على الشاطئ. خاطب كاباز مجموعة من السكان الأصليين الذين كانوا ينتظرونه، وبرز منهم بعض الشخصيات البارزة، والذين قدموا للعقيد وعاء من الحليب الحامض كعلامة ترحيب. في وقت لاحق، على ظهور الخيل، صعد إلى قمة المنطقة الساحلية وفي قرية أميدوج المجاورة (كذا) تناول الطعام. وأثناء الوجبة وصلت بعض المجموعات من السكان الأصليين والشخصيات البارزة وشرح لهم كاباز ببساطة ووضوح مقاصد ونوايا إسبانيا. غادر السكان المحليون بعد الوجبة واجتمعوا لعقد اجتماعات لمناقشة الأمر. وفي صباح اليوم التالي أبلغوا العقيد كاباز بموافقة إيفني على الانضمام إلى إسبانيا. 
فرانسيسكو هيرنانديز باتشيكو، السمات الفيزيولوجية والجيولوجية لإقليم إفني.»
وبالتعاون مع اميزدوج تم إضفاء الطابع الرسمي على الوجود الإسباني في حفل حضره شخصيات بامارانية بارزة والعقيد أوزفالدو كاباز.

حدود إقليم إفني قبل وبعد حرب إفني-الصحراء. الحرب التي خاضتها إسبانيا مع المغرب من نوفمبر 1957 إلى يونيو 1958.

وفي ثلاث سنوات فقط انتقلت من مجرد مخيم عرضي وبعض الثكنات إلى بناء ستمائة منزل أو مبنى. وفي الواقع شهد عدد السكان نمواً مذهلاً في غضون سنوات قليلة فقط. وبحلول عام 1940 كان البناء الحضري متقدمًا بشكل جيد في شوارعه وساحاته ومبانيه الرئيسية. ومع ذلك ولعدة سنوات كان التواصل مع العاصمة صعبا. ولم تتوقف المدينة عن النمو طوال السنوات اللاحقة. حتى قبل ثلاث سنوات فقط من عودة المغرب عام 1969 تم إنجاز أكبر توسع حضري، أما على الجانب الآخر من نهر إفني في الحي المعروف شعبيا باسم "باريو أغولا" أو بشكل أكثر شيوعا "كولومينا" (اسم شركة البناء الإسبانية للحي).
وبعد استقلال المغرب هاجم جيش التحرير المغربي الإقليم بين نوفمبر 1957 ويوليو 1958. وبدأت الهجمات في 23 نوفمبر 1957 لتبدأ حرب إفني. ومع ذلك تم إمداد المدينة عن طريق البحر والجو وتحميها البؤر الاستيطانية. في البداية كان جزء كبير من الأفراد العسكريين من السكان الأصليين، وخاصة أولئك الذين كانوا ضمن مجموعة إفني للرماة وفي الشرطة الإقليمية. وقد تم نزع سلاحهم وتسريحهم واستبدالهم على الفور. باستثناء خطة محبطة للقوات المغربية غير النظامية للقضاء على الضباط الإسبان، والحوادث البسيطة الأولية والهجوم لم تتأثر سيدي إفني بشكل مباشر بالأحداث العسكرية. وقد تم تطوير هذه في المناطق الداخلية من الإقليم. أما على الجانب الإسباني فقد تقرر أخيرا إنشاء محيط دفاعي أكثر كثافة وأصعب على التسلل، وعلاوة على أنه أسهل في الحفاظ عليه وإمداداته بالقرب من مدينة سيدي إفني (على بعد ما بين 8 و10 كيلومترات من وسط المدينة وفقا للمنطقة) تاركين معظم الأراضي القاحلة التي كان الدفاع عنها أكثر تكلفة بكثير دون ميزة ملحوظة. ولا تزال تلك المواقع الدفاعية وهي كثيرة جدًا والمسارات الترابية التي تربط بينها مرئية تمامًا.

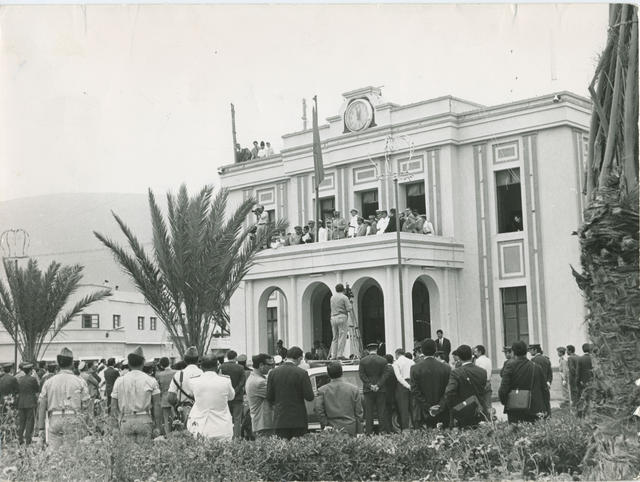
مراسم نقل إفني إلى المغرب في 1 يوليو 1969.

وبعد حرب إفني أصبحت معظم الأراضي جزءًا من المغرب بموجب معاهدة أنغرا دي سينترا. أما في عام 1958 فقد تم إعلان المستعمرة مقاطعة إسبانية فيما وراء البحار من أجل منع انتقادات الأمم المتحدة لاستمرار الاستعمار.
كان أحد الجوانب الأساسية للإدارة السياسية الإسبانية في المنطقة هو الاعتراف والاحترام لعادات وتقاليد السكان الباعمرانيين، فضلاً عن معتقداتهم الدينية. على سبيل المثال قدمت إسبانيا وسائل بناء المساجد وتعليم القرآن لأطفال المدارس المسلمين. وكان حظر أي نوع من التبشير الديني المسيحي مبدأً معروفًا ومحترمًا تمامًا.
وفي 30 يونيو 1969 تنازلت الحكومة الإسبانية رسميا عما احتفظت به من إفني إلى المغرب وذلك بموجب معاهدة التراجع الموقعة بفاس في 4 يناير والمصادق عليها في 22 أبريل 1969 مما يجعل التراجع فعالا. وبعد ذلك بدأت عملية التكيف الصعبة التي تفاقمت بسبب الأزمة الاقتصادية الحادة وفرض الإدارة الناطقة بالفرنسية.

## المطالب المغربية
بقي الإقليم مستعمرة إسبانية منذ 1934 إلى 1952، حيث سيتم تغيير وضعه إلى  إقليم ما وراء البحار  إسباني، وهو أمر أثار حفيظة المغرب خصوصا أن الإقليم لم يعد مستعمرة بل أصبح إقليما إسبانيا يدخل ضمن التقسيمات الإدارية لإسبانيا وأصبح الإقليم يملك علما خاصا به مثل كل الأقاليم الإسبانية. بدأ المغرب ومنذ إستقلاله سنة 1956 يطالب بإعادة كل المناطق التي كانت ما تزال تحت الاحتلال الفرنسي أو الإسباني، وهي:
- مناطق السيادة الإسبانية في شمال المغرب ـ (تحت الاحتلال الإسباني)
- مدينة سبتة ـ (تحت الاحتلال الإسباني)
- مدينة مليلية ـ (تحت الاحتلال الإسباني)
- إقليم إفني ـ (تحت الاحتلال الإسباني)
- إقليم رأس جوبي المحادي لإقليم الصحراء المغربية ـ (تحت الاحتلال الإسباني)
- إقليم الصحراء الغربية ـ (تحت الاحتلال الإسباني)
- إقليم موريتانيا ـ (تحت الاحتلال الفرنسي)
- مناطق حدودية مع الجزائر الفرنسية في ذلك الوقت، وتثمتل في حاسي بيضا، تندوف وكولومب بشار ـ (تحت الاحتلال الفرنسي) .

## الطوابع البريدية
بدأت إسبانيا في إصدار طوابع بريدية لإفني في عام 1941 حيث قامت في البداية بطباعة الطوابع الإسبانية بـإقليم إفني "TERRITORIO DE IFNI"، ثم أصدرت تصميمات جديدة في عام 1943. وتبع ذلك الإصدارات بمعدل حوالي عشرة سنويًا وكان آخرها في 23 نوفمبر 1968. معظمها متاح بشكل شائع وغالبًا ما يتم رؤيتها غير مستخدمة أكثر من المستخدمة.

## حرب إفني
كانت أولى محاولات المغرب لإستعادة الإقليم كانت في غشت من سنة 1957، حيث اعتبر معاهدة ترسيم الحدود في الإقليم بين فرنسا وإسبانيا لاغية بعد استقلال المغرب. في أكتوبر من سنة 1957 أدت بعض المناوشات الحدودية بين الإقليم وباقي المغرب إلى اندلاع حرب إفني

شعار إقليم إفني أثناء السيطرة الإسبانية (من 1934 ـ إلى 1969)